# Arlanka (dopływ Druci)
Arlanka (biał. Арлянка; ros. Орлянка) – rzeka na Białorusi, w obwodzie mohylewskim. Lewy dopływ Druci. Należy do zlewiska Morza Czarnego dorzecza Dniepru.

## Przebieg
Jej źródła znajdują się w pobliżu wsi Biarozauka. Na całym odcinku rzeka przepływa przez rejon mohylewski. Od wsi Stary Sinin Arlanka jest skanalizowana na długości 17,4 km, z wyjątkiem końcowego odcinka przed ujściem, liczącego 1,3 km. Uchodzi do Druci poniżej wsi Małoje Zapatoczcza.